# Hapalorchis longirostris
Hapalorchis longirostris är en orkidéart som beskrevs av Rudolf Schlechter. Hapalorchis longirostris ingår i släktet Hapalorchis och familjen orkidéer. Inga underarter finns listade i Catalogue of Life.